# Jean-Baptiste Mondino
Jean-Baptiste Mondino (n. Aubervilliers, Francia; 1949) es un fotógrafo de modas y director de videos musicales francés. 
Ha dirigido videos para Madonna, David Bowie, Sting, Chris Isaak y Björk, entre otros. El video de la canción «The boys of summer», de Don Henley, ganó cuatro premios MTV Video Music Awards en 1985, en las categorías Mejor Video, Mejor Dirección, Mejor Dirección de Arte y Mejor Cinematografía.
Comenzó su carrera en los años 1970, como director artístico en la agencia de publicidad francesaPublicis. A comienzos de los 1980, empezó a diseñar carátulas de álbumes musicales junto a su amigo Gerard Rufin.
Además de las editoriales de moda, Mondino ha fotografiado campañas publicitarias para diversas marcas, como Kodak, Visa, Peugeot, Citroën y Lavazza, siendo en esta última el encargado del calendario del año 2003.
También ha incursionado en la música, como disc jockey y como compositor. En 1983 lanzó el sencillo "Le danse de mots", cuyo video dirigió él mismo. Dos años más tarde, publicó el sencillo "Petit tout petit" con la colaboración de M. Gay y Jean-Marie Salaun.
En 1985 fue nominado al premio César, en la categoría "Mejor película publicitaria", por la campaña Maggi: Chinoise. En 1987 recibió el premio 7 d'OR Night por el comercial Kodak: Les Voleurs de Couleurs.
En 1989 fundó la compañía productora Bandits. Diez años después, publicó su primer libro, Déjà Vu. En el 2003 editó Two Much y más tarde, en el 2006, publicó Guitar Eros.

## Videos con Madonna
En 1986, Mondino dirigió el video para la canción "Open Your Heart" y en 1991 el de "Justify My Love". Posteriormente, en 1995, Mondino colaboró con Madonna en su video "Human Nature", mostrando a todos los bailarines y a Madonna en vestimentas de vinilo muy ajustadas. Ya en la mitad del video de muestra a Madonna y a su perrita chihuahua "Chiqita". Cerca del final se muestra una coreografía con una cuerda, manteniendo casi todo el tiempo la forma de una estrella de 5 puntas.

### Acusación de plagio
En el año 2003, Mondino dirigió el video de la canción "Hollywood", de Madonna. En la obra se recreaban las célebres fotografías del artista francés Guy Bourdin. En octubre de ese año, el hijo de Bourdin, Samuel, se querelló contra Madonna y Mondino por plagio, argumentando que se habían copiado al menos once fotografías tomadas por su padre entre las décadas de 1950 y 1980. Al año siguiente, Madonna y Samuel Bourdin llegaron a un acuerdo extrajudicial por una cantidad de dinero desconocida.